# KABC-TV
Pour les articles homonymes, voir ABC7.
KABC-TV, s'identifiant en ondes sous le nom ABC7 est une station de télévision ayant une autorisation pour la zone de couverture de Los Angeles. Elle est détenue et exploitée par American Broadcasting Company. Les studios sont situés à Glendale et l'émetteur est situé sur le Mont Wilson dans le comté de Los Angeles.
Dans les quelques régions de l'ouest des États-Unis où les spectateurs ne peuvent pas recevoir de programmes d'ABC par onde hertzienne, KABC-TV est disponible sur satellite pour les abonnés de DirecTV.

## Historique
En août 1944, la division ouest de Blue Network, qui comprend la station KGO-AM de San Francisco, achète à Earl C. Anthony pour 800 000 $, la station KECA-AM de Los Angeles. Anthony est alors le concessionnaire attitré pour la Californie de la marque Packard. Les deux stations sont alors gérées par le vice-président de la division ouest, Don Searle. Blue Network devient American Broadcasting Company en 1945 et lance un programme de création de station de télévision.
La chaîne a débuté le 16 septembre 1949 sous le nom de KECA-TV d'après le nom de la station de radio associée,. L'indicatif K et ECA pour Earle C. Anthony. Ces initiales sont également présent dans la station de radio KECA-AM. KECA était une filiale de NBC Blue Network. Pour rappel, en 1940 la Federal Communications Commission avait ordonné de diviser le réseau radiophonique de la Radio Corporation of America en deux, NBC Blue et NBC Red. Et en 1943, elle autorise Edward Noble à acheter NBC Blue qui deviendra plus tard ABC.
Le 7 mai 1949, Billboard révèle qu'ABC rachète les studios de 20 acres (80 937 m2) pour 2,5 millions afin d'en faire le siège d'une chaîne devant débuter le 1er août 1949. KECA-TV s'installe dans le ABC Television Center sur Prospect Avenue.
Au début des années 1950, Leonard Goldenson visite les studios de la station, avant la fusion entre UPT et ABC en 1953, et découvre que les anciens locaux de Vitagraph était occupés par des rats après plusieurs années d'inoccupation.
Le 1er février 1954 KECA-TV devient KABC-TV.
À partir de 1962, KABC-TV utilise le logo du 7 cerclé.
Le 9 février 1996, The Walt Disney Company finalise son rachat de Capital Cities/ABC et rebaptise sa nouvelle filiale ABC Inc.
En décembre 1999 KABC-TV déménage ses studios de Los Feliz à Los Angeles pour Glendale.
En décembre 2000, KABC-TV s'installe dans des nouveaux locaux à Glendale à proximité du Grand Central Creative Campus, conçu par l'architecte César Pelli.
Le 4 février 2006 elle est la première station de télévision de Californie à diffuser le journal télévisé en haute définition.

## Eyewitness News
KABC-TV adopte le format Eyewitness News en février 1969. À l'instar des autres stations appartenant à ABC, Channel 7 utilise la musique Tar Sequence de la bande originale du film Luke la main froide (1967).
Pendant les années 1980, KABC-TV est l'une des rares stations de télévisions à diffuser un bloc de 3 heures sur l'information locale chaque après-midi en semaine et en début de soirée de 16 h à 19 h.

## Télévision numérique terrestre

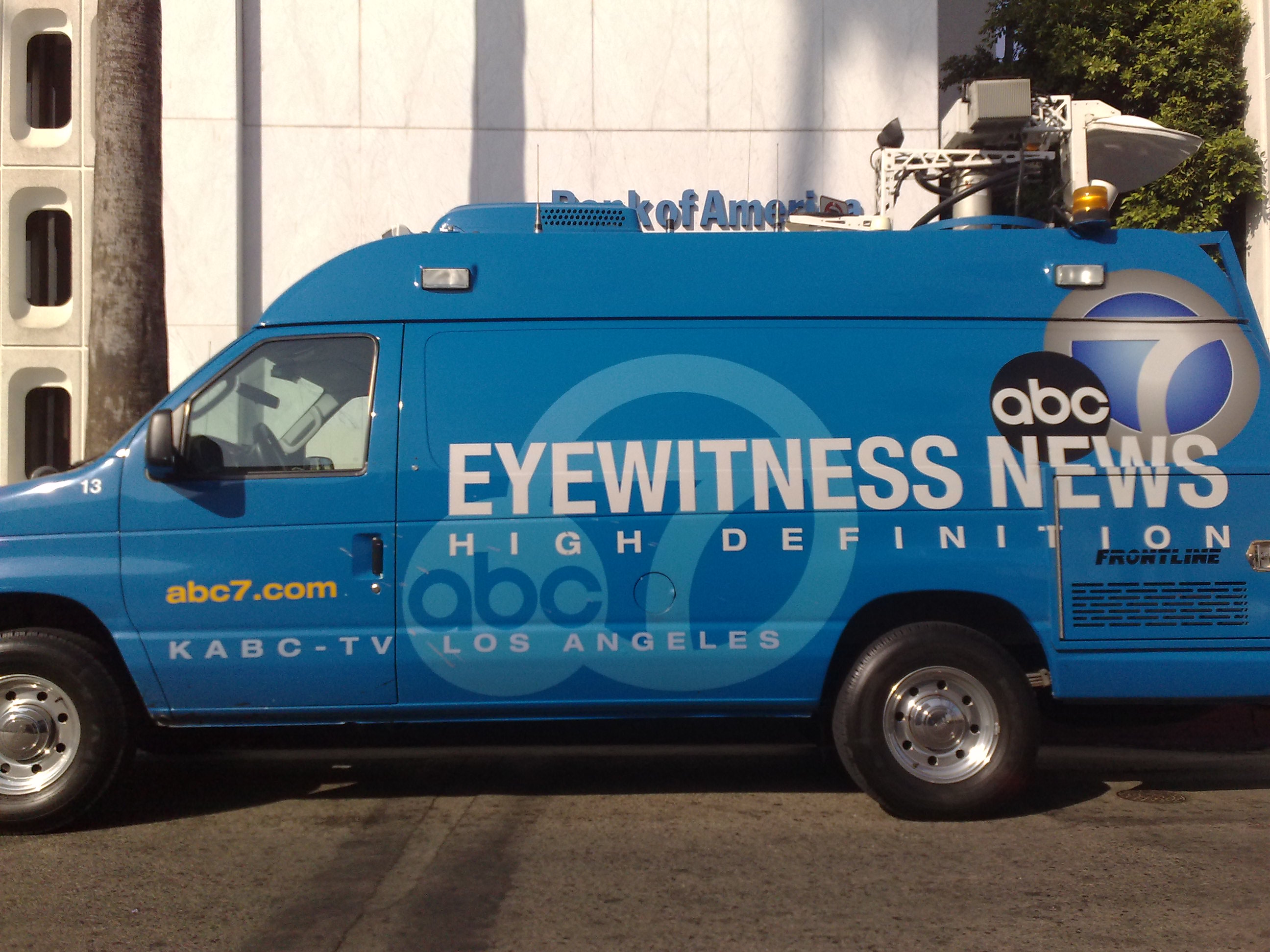
camionnette KABC-TV

Le signal numérique de la chaine est multiplexé :
KABC-DT diffuse sur le canal 7 en numérique.
| Chaîne | Image | Format | Programmation    |
| ------ | ----- | ------ | ---------------- |
| 7.1    | 720p  | 16:9   | KABC-TV / ABC HD |
| 7.2    | 480i  | 16:9   | Localish         |
| 7.3    | 480i  | 16:9   | This TV          |
| 7.4    | 480i  | 16:9   | QVC2             |

### Passage de l'analogique au numérique
KABC-TV a cessé de diffuser en analogique le 12 juin 2009 à midi dans le cadre de l'arrêt de la télévision analogique aux États-Unis,.